# Mike Kroeger
Michael Douglas Henry Kroeger, connu sous le nom de Mike Kroeger est un musicien canadien, né le 25 juin 1972 à Hanna, dans la province de l'Alberta.
Il est le demi-frère de Chad Kroeger guitariste, chanteur et compositeur. Il est le bassiste du groupe rock canadien Nickelback.